# Różowa Ścianka

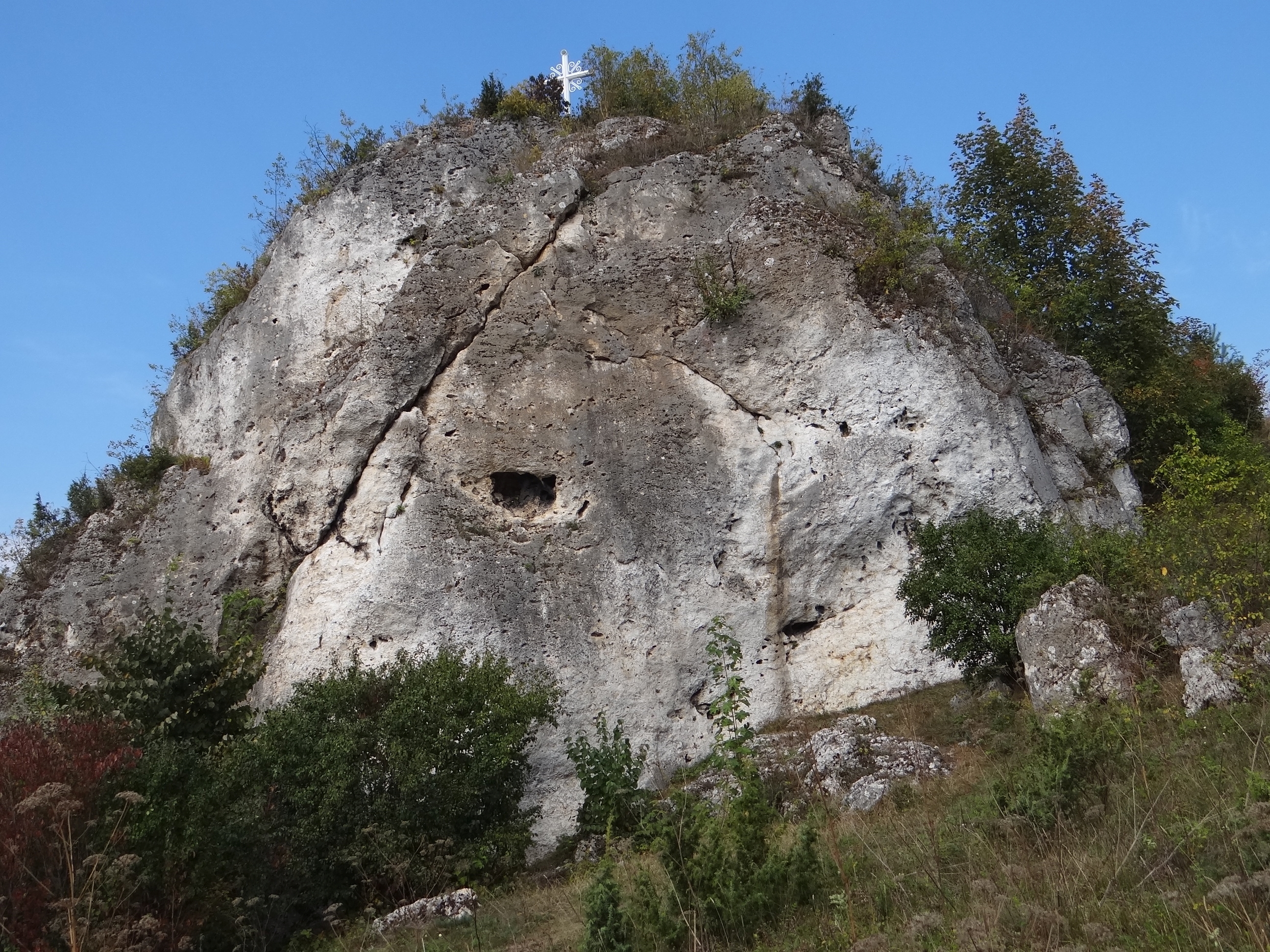

Różowa Ścianka – skała we wsi Łutowiec w województwie śląskim, w powiecie myszkowskim, w gminie Niegowa. Pod względem geograficznym znajduje się na Wyżynie Mirowsko-Olsztyńskiej będącej częścią Wyżyny Krakowsko-Częstochowskiej. 
Różowa Ścianka wraz ze skałami Słoń i Ule tworzy zwartą grupę skał po wschodniej stronie zabudowań wsi, w odległości 75 m od polnej drogi. Znajduje się po wschodniej stronie tej grupy skał, od Słonia oddzielona jest tylko głębokim wcięciem. Zbudowane z wapienia skały znajdują się na terenie otwartym, ale stopniowo zarastającym drzewami i krzewami. Na wszystkich trzech skałach uprawiana jest wspinaczka skalna. Różowa Ścianka ma wysokość do 12 m i połogie, pionowe lub przewieszone ściany. Pierwsze ubezpieczone drogi powstały na niej w 1996 roku. Obecnie jest 6 dróg wspinaczkowych o trudności V+– VI.1+ w skali Kurtyki). Wszystkie posiadają asekurację.